# A. Dž. P. Tejlor
Alan Džon Persival Tejlor FBA (25. mart 1906 – 7. septembar 1990) britanski je bio istoričar koji se specijalizovao za 19. i 20. vek evropske diplomatije. Novinar i televizijski voditelj, on je postao poznat milionima putem svojih televizijskih predavanja. Njegova kombinacija akademske strogosti i popularnog privlačenja navela je istoričara Ričarda Overija da ga opiše kao „Makolej našeg doba”.

## Život

### Detinjstvo i mladost
Tejlor je rođen 1906. godine u Birkdejlu u Sautportu, koji je tada bio deo Lankašira. Njegovi imućni roditelji držali su se levičarskih stavova, što je i on nasledio. Oba njegova roditelja, Persi Lis i Konstans Samner (Tompson) Tejlor, bili su pacifisti koji su se glasno protivili Prvom svetskom ratu, i poslali su svog sina u kvekerske škole kao način protesta protiv rata. Te škole su uključivale školu Dauns u Kolvolu i Butam školu u Jorku. Džefri Baraklo, savremenik iz Butam škole, sećao se Tejlora kao „najzaplenjujuće, podsticajne, vitalne ličnosti, žestoko antiburžoaske i antihrišćanske”. Godine 1924, on se upisao na Orijel koledž u Oksfordu, da studira modernu istoriju.
U 1920-im, Tejlorova majka, Konstans, bila je članica Kominterne, dok je jedan od njegovih ujaka bio osnivački član Komunističke partije Velike Britanije. Konstans je bila sifražetkinja, feministkinja i zagovornica slobodne ljubavi koja je praktikovala svoje učenje nizom vanbračnih afera, ponajviše s Henrijem Sarom, komunistom koji je na mnogo načina postao Tejlorov surogatni otac. Tejlor je u svojim sećanjima spomenuo da je njegova majka bila dominantna, dok je njegov otac uživao u tome da je ogorčava sledeći svoje sopstvene puteve. Tejlor je imao blisku vezu sa svojim ocem i uživao je u očevoj nastranosti. Samog Tejlora je u Komunističku partiju Velike Britanije regrutovao prijatelj porodice, vojni istoričar Tom Vintringam, dok je bio u Orijelu; član je bio od 1924. do 1926. godine. On je raskinuo sa partijom oko onoga što je smatrao njenim neefikasnim stavom tokom Generalnog štrajka 1926. godine. Nakon odlaska, bio je žestoki pristalica Laburističke stranke do kraja života, ostajući član preko šezdeset godina. Uprkos svom raskidu sa Komunističkom partijom, on je posetio Sovjetski Savez 1925, i ponovo 1934. godine.

### Akademska karijera
Tejlor je diplomirao u Okfordu 1927. Nakon što je kratko radio kao pravni činovnik, započeo je postdiplomski rad, odlazeći u Beč da bi proučio uticaj Čartističkog pokreta na Revoluciju iz 1848. Kada se ispostavilo da ta tema nije održiva, prešao je na proučavanje pitanja ujedinjenja Italije tokom dvogodišnjeg perioda. To je rezultiralo njegovom prvom knjigom, Italijanski problem u evropskoj diplomatiji, 1847–49, objavljenoj 1934. godine.

### Mančesterske godine
Tejlor je predavao istoriju na Univerzitetu u Mančesteru od 1930. do 1938. godine. On je sa suprugom prvo živio u neopremljenom stanu (pre nego što su uspeli da pribave nameštaj) na gornjem spratu kuće iz osamnaestog veka nasuprot ulaza u Didsberi park zvane Lajms na ulici Vilmslou 148, na južnom kraju sela Didsberi.

## Radovi
- The Italian Problem in European Diplomacy, 1847–1849. 1934.
- (editor) The Struggle for Supremacy in Germany, 1859–1866 by Heinrich Friedjung, 1935.
- w. p., M.; Taylor, A. J. P. (1938). „Germany's First Bid for Colonies 1884–1885: a Move in Bismarck's European Policy”. The Geographical Journal. 92: 90. Bibcode:1938GeogJ..92...90M. JSTOR 1787391. doi:10.2307/1787391.
- The Habsburg Monarchy 1809–1918. 1941. OCLC 4311308.. revised edition 1948, reissued in 1966
- The Course of German history: a Survey of the Development of Germany since 1815, 1945. Reissued in 1962. OCLC 33368634
- Trieste. London: Yugoslav Information Office. 1945.. 32 pages.
- Co-edited with R. Reynolds British Pamphleteers, 1948.
- Co-edited with Alan Bullock A Select List of Books on European History, 1949.
- From Napoleon to Stalin. 1950.
- Rumours of Wars. 1952.
- The Struggle for Mastery in Europe 1848–1918. Oxford History of Modern Europe. 1954.
- Bismarck: the Man and Statesman. Reissued by Vintage Books. 1955. OCLC 351039. in 1967
- Englishmen and Others. 1956.
- co-edited with Sir Richard Pares Essays Presented to Sir Lewis Namier, 1956.
- The Trouble Makers: Dissent over Foreign Policy, 1792–1939. 1957.
- Lloyd George. 1961.
- The Origins of the Second World War. Reissued by Fawcett Books. 1961. OCLC 263622959. in 1969
- The First World War: an Illustrated History, 1963. OCLC 253080. American edition has the title: Illustrated history of the First World War. Спољашња веза у |title= (помоћ)
- Politics In Wartime. 1964.
- English History 1914–1945 (Volume XV of the Oxford History of England. OCLC 36661639.), 1965.
- From Sarajevo to Potsdam. 1966. OCLC 1499372.. 1st American edition, 1967.
- From Napoleon to Lenin. 1966.
- The Abdication of King Edward VIII. 1966.. by Lord Beaverbrook, (editor)
- Europe: Grandeur and Decline. 1967.
- Introduction to (1967). 1848: The Opening of an Era.. by F. Fejto,
- Taylor, Alan John Percivale (1969). War by Timetable. Macdonald & Company. ISBN 978-0-356-02818-7.
- Churchill Revised: A Critical Assessment. 1969. OCLC 4194.
- (editor) Lloyd George: Twelve Essays, 1971.
- (editor) Lloyd George: A Diary. 1971. ISBN 9780091072704.. by Frances Stevenson.
- Beaverbrook. 1972. ISBN 978-0-671-21376-3.
- (editor) Off the Record: Political Interviews, 1933–43 by W. P. Corzier, 1973.
- A History of World War Two. 1974.
- „Fritz Fischer and His School”. The Journal of Modern History. 47 (1). март 1975.
- The Second World War: an Illustrated History. 1975.
- (editor) George, David Lloyd; Stevenson, Lloyd George; George, Frances Lloyd; Stevenson, Frances (1975). My Darling Pussy: The Letters of Lloyd George and Frances Stevenson. Weidenfeld and Nicolson. ISBN 978-0-297-77017-6.
- The Last of Old Europe: a Grand Tour. Sidgwick & Jackson. 1976. ISBN 978-0-283-99170-7. OCLC 80148134.
- Taylor, Alan John Percivale (1976). Essays in English History. Penguin. ISBN 978-0-14-021862-6.
- „Accident Prone, or What Happened Next”. The Journal of Modern History. 49 (1). март 1977.
- The War Lords. 1977.
- The Russian War. 1978.
- How Wars Begin. 1979. ISBN 978-0-689-10982-9. OCLC 5536093.
- Politicians, Socialism, and Historians. 1980.
- Revolutions and Revolutionaries. 1980.
- A Personal History. 1983.
- An Old Man's Diary. 1984.
- How Wars End. 1985.
- Eva Haraszti Taylor, ур. (1991). Letters to Eva: 1969–1983. Century. ISBN 978-0-7126-4634-5.
- From Napoleon to the Second International: Essays on Nineteenth-century Europe. 1993.. Ed.
- From the Boer War to the Cold War: Essays on Twentieth-century Europe. 1995. ISBN 978-0-241-13445-0.. Ed.
- Struggles for Supremacy: Diplomatic Essays by A.J.P. Taylor. 2000. ISBN 978-1-84014-661-5. OCLC 42289691.. Edited by Chris Wigley. Ashgate.

## Literatura
- Burk, Kathleen (2000). Troublemaker: The Life and History of A. J. P. Taylor. New Haven and London: Yale University Press.
- Martel, Gordon (editor) (1986, rev. 1999) The Origins Of The Second World War Reconsidered: A. J. P. Taylor and the Historians London; New York: Routledge.
- Wrigley, Chris J. (2006). A. J. P. Taylor: Radical Historian of Europe. London: I. ISBN 978-1-86064-286-9. OCLC 71295901.. B. Tauris. (hardcover. )
- Bosworth, Robert Explaining Auschwitz and Hiroshima: History Writing and the Second World War, 1945–90, London: Routledge, 1993.
- Boyer, John (март 1977). „A. J. P. Taylor and the Art of Modern History”. Journal of Modern History. 49 (1): 40—72. doi:10.1086/241538. pages 40–72 from  .
- Cole, Robert A. J. P. Taylor: The Traitor Within The Gates London: Macmillan, 1993.
- Cook, Chris and Sked, Alan (editors) Crisis and Controversy: Essays In Honour of A. J. P. Taylor, London: Macmillan Press, 1976
- Dray, William (1978). „Concepts of Causation in A. J. P. Taylor's Account of the Origins of the Second World War”. History and Theory. 17 (1): 149—172. JSTOR 2504843. doi:10.2307/2504843., 1978.
- Gilbert, Martin (editor) A Century of Conflict, 1850–1950; Essays for A. J. P. Taylor, London, H. Hamilton 1966.
- Hauser, Oswald (март 1977). „A. J. P. Taylor”. Journal of Modern History. 49 (1): 34—39. doi:10.1086/241537. pages 34–39 from  .
- Hett, Benjamin C (1996). „Goak Here: A. J. P. Taylor and the Origins of the Second World War”. Canadian Journal of History. 32 (2). pages 257–280 from  ,
- Johnson, Paul (2006). „A. J. P. Taylor: A Saturnine Star Who Had Intellectuals Rolling In The Aisles”. The Spectator. 300 (9266). page 31 from  , 11 March
- Johnson, R. W. (2015). Look Back in Laughter: Oxford's Golden Postwar Age. Threshold Press..
- Kennedy, Paul (март 1986). „A. J. P. Taylor 'Profound Forces' in History”. History Today. 33 (3). pages 9–13 from  .
- Kennedy, Paul (април 2001). „The Nonconformist”. The Atlantic. 287 (4). pages 109–114 from  .
- Louis, William (editor) The Origins of the Second World War: A. J. P. Taylor And His Critics, New York: Wiley & Sons, 1972.
- Mehta, Ved (1962). Fly and Fly Bottle: Encounters with British Intellectuals. London: Weidenfeld & Nicolson.
- Pepper, F. S. (1984). Handbook of 20th century Quotations. Sphere. ISBN 978-0-7221-6770-0.. Sphere Study Aids, 1984, passim.
- Robertson, Esmonde (editor) The Origins of the Second World War: Historical Interpretations, London: Macmillan, 1971.
- Sisman, Adam A. J. P. Taylor: A Biography London: Sinclair-Stevenson, 1994.
- Smallwood, J (1980). „A Historical Debate of the 1960s: World War II Historiography—The Origins of the Second World War, A. J. P. Taylor and his Critics”. Australian Journal of Politics and History. 26 (3). pages 403–410 from  ,
- Watt, D.C (март 1977). „Some Aspects of AJP Taylor's Work as Diplomatic Historian”. Journal of Modern History. 49 (1): 19—33. doi:10.1086/241536. pages 19–33 from  .
- Williams, H. Russell "A. J. P. Taylor" from Historians of Modern Europe edited by Hans Schmitt, Baton Rouge: Louisiana State Press, 1971.
- Wrigley, Chris (editor) A. J. P. Taylor: A Complete Bibliography and Guide to his Historical and Other Writings, Brighton: Harvester, 1982.
- Wrigley, Chris (editor) Warfare, Diplomacy and Politics: Essays In Honour Of A. J. P. Taylor, London: Hamilton, 1986.
- Wrighley, Chris 'A. J. P. Taylor: a Nonconforming Radical Historian of Europe" pages 74–75 from Contemporary European History, Volume 3, 1994.
- "Taylor, A(lan) J(ohn) P(ercivale)" pages 389–392 from Current Biography 1983 edited by Charles Moritz, H.W. Wilson Company, New York, US, 1983, 1984.
- "A. J. P. Taylor" pages 564–570 from The Annual Obituary 1990 edited by Deborah Andrews, St. James Press, Chicago, Illinois, United States of America, 1991.

## Spoljašnje veze
- -author= -
- -author= -